# Alisa Francuska
Alisa je bila francuska princeza, druga kći kralja Luja VII. i Eleonore Akvitanske. Alisina starija sestra bila je Marija Francuska, grofica Šampanje.
Zapravo je Alisino rođenje bilo odgovorno za razvod Alisinih roditelja. Alisin je otac htio sina, a rođenje druge kćeri ga je razočaralo. Zbog ponovnog braka svoje majke i dva nova braka svoga oca, Alisa je postala polusestra mnogima.
Godine 1164., Alisa se udala za Teobalda V., grofa Bloisa. Njihova su djeca bila:
- Teobald
- Luj I. od Bloisa
- Henrik
- Filip
- Margareta[2]
- Izabela[3]
- Alix, nazvana po majci